# Peliniță
Pelinița (Artemisia annua  L.) sau pelinul dulce este o plantă anuala din familia Asteraceae.

## Descriere generala
Pelinița (Artemisia annua) este o plantă anuală. Crește între 30 și 100 cm. Originară din Asia, este naturalizată în România unde se găsește în grădini particulare. Semințele sunt microscopice, iar germinarea este anevoioasă pentru semințele vechi. Planta este adesea confundată cu pelinul.

## Utilizare
Planta are capacitatea de a distruge celulele canceroase existente în organism dacă este administrată în combinație cu fierul.